# Silvia
Silvia  è un nome proprio di persona italiano femminile.

## Varianti
- Femminili: Silva[1], Sylvia[1], Sylva[1]
  - Alterati: Silvina[1][4], Selvina[1], Silvietta[4]
  - Ipocoristici: Silvi[1]
- Maschile: Silvio[1][2][3][4]

### Varianti in altre lingue
- Bulgaro: Силвия (Silvija)[2]
  - Ipocoristici: Силва (Silva)[2]
- Catalano: Sílvia[2]
- Ceco: Silvie[2]
- Croato: Silvija[2]
- Danese: Sylvia[2]
- Finlandese: Sylvia[2]
- Francese: Sylvie[2][5]
  - Alterati: Sylvette[2]
- Inglese: Sylvia[2][5][6], Silvia[2]
- Latino: Silvia[1][2][5]
- Lettone: Silvija[2]
- Lituano: Silvija[2]
- Macedone: Силвија (Silvija)[2]
- Norvegese: Sylvia[2]
- Olandese: Sylvie, Sylvia
- Polacco: Sylwia[2]
- Portoghese: Silvia[2], Sílvia[2]
- Rumeno: Silvia[2]
- Serbo: Силвија (Silvija)[2]
- Slovacco: Silvia[2]
- Sloveno: Silvija[2]
  - Ipocoristici: Silva[2]
- Spagnolo: Silvia[2]
- Svedese: Sylvia[2]
- Tedesco: Silvia[2], Sylvia[2]
- Ucraina: Сільвія (Silvija)
- Ungherese: Szilvia[2]

## Origine e diffusione
Continua il latino Silvia, femminile di Silvius, due nomi documentati solo a partire da Virgilio (I secolo a.C.); essi sono basati sul termine silva ("bosco", "selva"), avendo quindi il significato di "abitante della selva", "che viene dal bosco", un'etimologia condivisa con altri nomi quali Silvana, Silvestra, Silveria e Selvaggia. In diverse lingue nel nome si sostituisce la prima i con una y; questo scambio, del tutto ingiustificato da un punto di vista linguistico, è dovuto ad un'antica connessione paretimologica del latino silva con il greco ὕλη (hylē, "bosco").
Il nome è portato da alcune figure della mitologia romana, fra cui da Rea Silvia, madre di Romolo e Remo; la sua diffusione in Italia, considerevole già dal Medioevo, è però principalmente dovuta al culto dei vari santi chiamati "Silvia" e "Silvio". In Inghilterra il nome venne introdotto da Shakespeare, che così chiamò uno dei personaggi della sua opera del 1594 I due gentiluomini di Verona.
Va notato che Sylvi e Sølvi, due varianti del nome scandinavo Solveig, vengono occasionalmente usate come ipocoristici di Silvia.

## Onomastico
L'onomastico si può festeggiare il 3 novembre in ricordo di santa Silvia, vedova, madre di Papa Gregorio I, oppure il 15 dicembre in onore di santa Silvia o Silviana, erudita di Costantinopoli che lottò contro le eresie.

## Persone
- Silvia, regina di Svezia
- Silvia Abascal, attrice spagnola

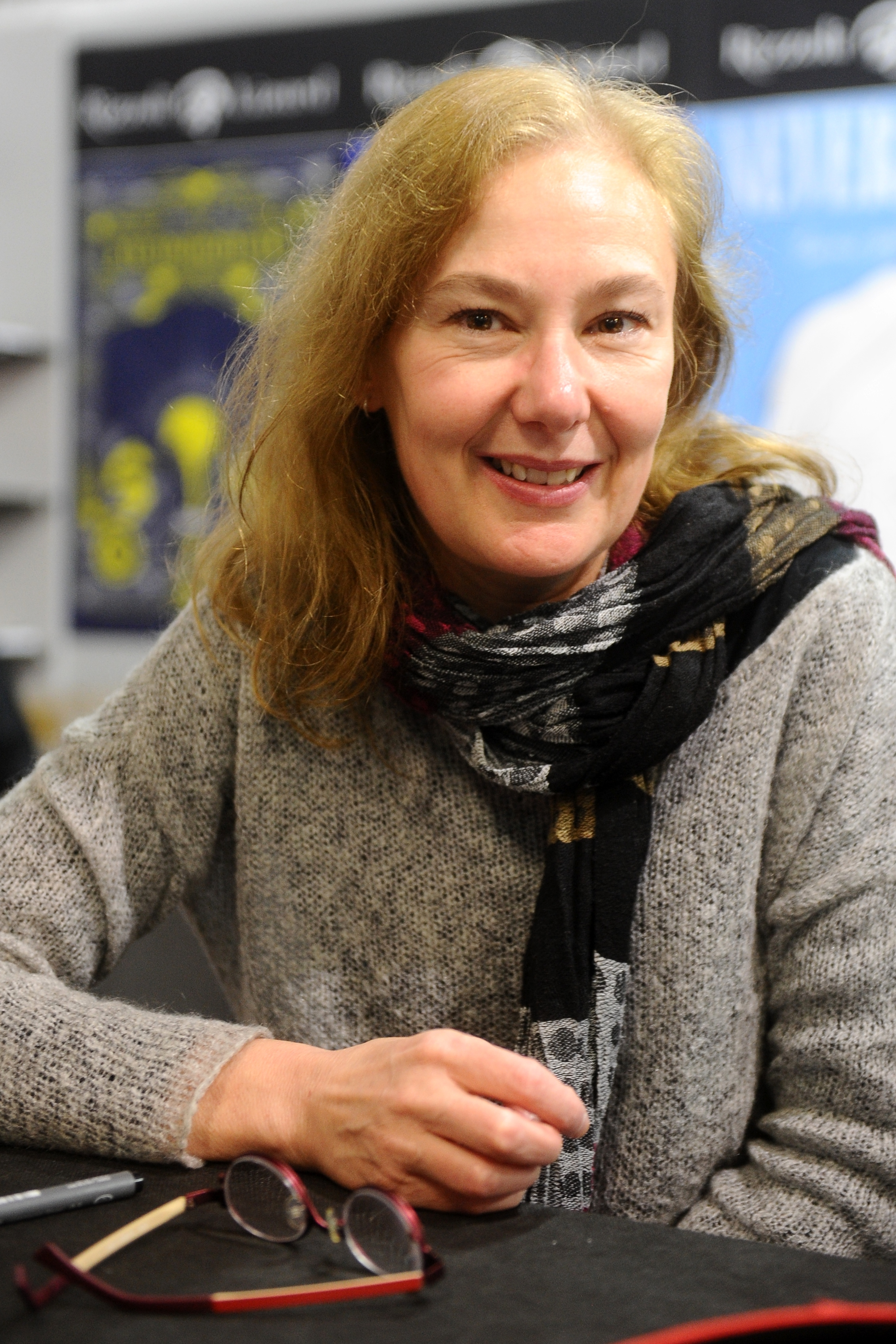
Silvia Ziche

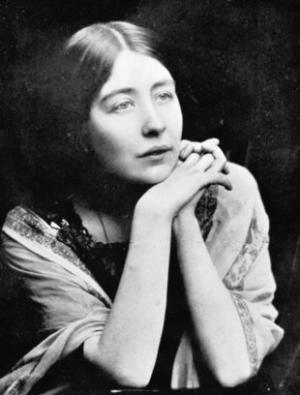
Sylvia Pankhurst

- Silvia Baraldini, attivista italiana
- Silvia Dionisio, attrice e modella italiana
- Silvia Farina Elia, tennista italiana
- Silvia Fontana, pattinatrice artistica su ghiaccio italiana
- Silvia Manto, attrice italiana
- Silvia Mezzanotte, cantante italiana
- Silvia Ronchey, storica italiana
- Silvia Ruotolo, donna italiana vittima della Camorra
- Silvia Salemi, cantautrice italiana
- Silvia Salis, atleta italiana
- Silvia Toffanin, conduttrice televisiva italiana
- Silvia Vegetti Finzi, psicologa italiana
- Silvia Ziche, fumettista italiana

### Variante Sylvia

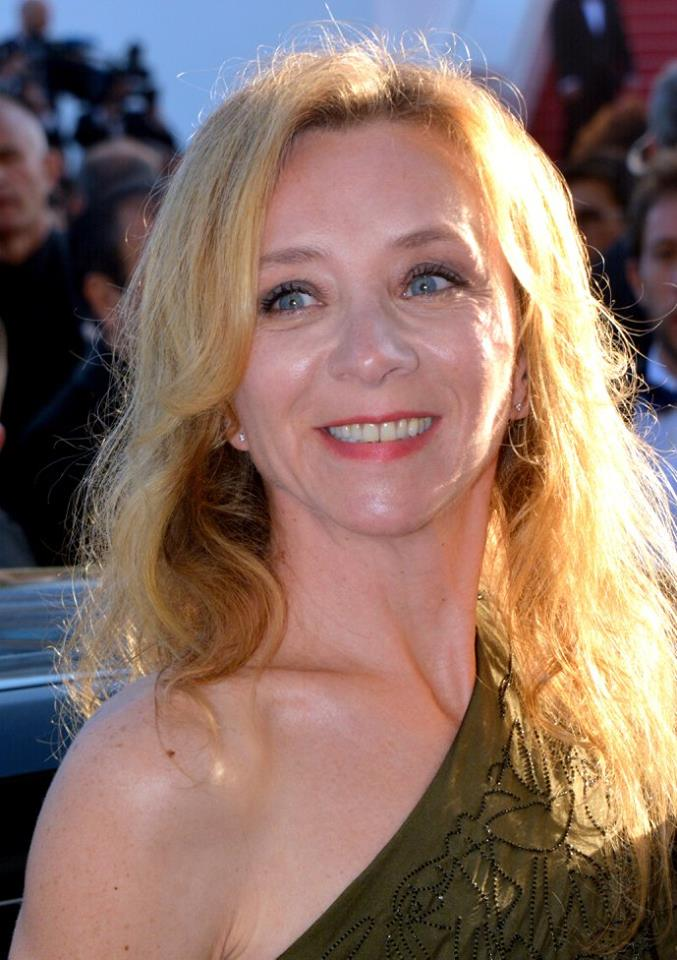
Sylvie Testud

- Sylvia Browne, medium e saggista statunitense
- Sylvia Chang, attrice, regista, produttrice cinematografica e sceneggiatrice taiwanese
- Sylvia Earle, oceanografa statunitense
- Sylvia Eder, sciatrice alpina austriaca
- Sylvia Fowles, cestista statunitense
- Sylvia Kibet, mezzofondista keniota
- Sylvia Kristel, modella, attrice e cantante olandese
- Sylvia McNair, soprano statunitense
- Sylvia Miles, attrice statunitense
- Sylvia Pankhurst, attivista, scrittrice e giornalista britannica
- Sylvia Plath, poetessa e scrittrice statunitense,
- Sylvia Rivera, attivista statunitense
- Sylvia Sass, soprano ungherese
- Sylvia Sidney, attrice statunitense

### Variante Sylvie
- Sylvie, attrice francese

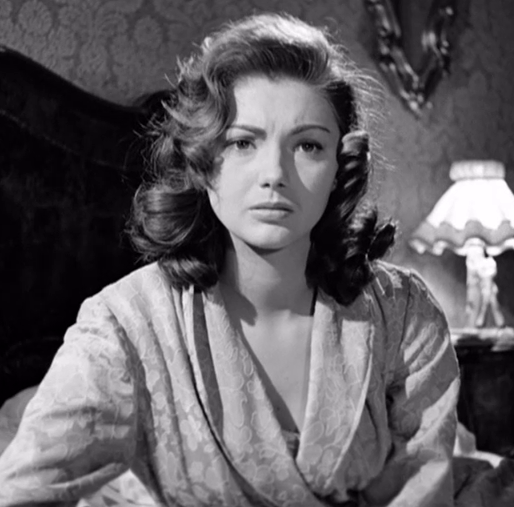
Sylva Koscina

- Sylvie Becaert, biatleta e fondista francese
- Sylvie Fréchette, sincronetta canadese
- Sylvie Guillem, ballerina francese
- Sylvie Meis, modella e showgirl olandese
- Sylvie Tellier, modella francese
- Sylvie Testud, attrice e scrittrice francese
- Sylvie Vartan, cantante francese

### Altre varianti
- Sylwia Czwojdzińska, pentatleta polacca
- Sylva Koscina, attrice jugoslava naturalizzata italiana
- Silvija Popović, pallavolista serba
- Silva Semadeni, storica, politica e insegnante svizzera

## Il nome nelle arti
- Silvia è un personaggio dell'Eneide di Virgilio.
- Silvia è una ninfa, personaggio dell'Aminta di Torquato Tasso.
- A Silvia è il titolo di una poesia di Giacomo Leopardi.
- A Silvia è il titolo di una poesia di Giuseppe Parini.
- Silvietta è un personaggio dei fumetti di Lupo Alberto.
- Silvia Ascensi è la protagonista della novella Tutto per bene di Luigi Pirandello.
- Silvia Bottini è un personaggio del romanzo Cuore di Edmondo De Amicis.
- Silvia Caporale è un personaggio del romanzo Il fu Mattia Pascal di Luigi Pirandello.
- Silvia Roncella è la principale figura femminile del romanzo Suo marito di Luigi Pirandello.
- Silvia Trocina è un personaggio della commedia Il contratto di Eduardo De Filippo.
- Silviana Brehon è un personaggio della serie di romanzi fantasy La Ruota del Tempo dello scrittore statunitense Robert Jordan.
- Silvia è un personaggio del romanzo Bianca come il latte, rossa come il sangue di Alessandro D'Avenia.

### Cinema
- Silvia Modena è un personaggio del film del 1960 Tutti a casa, diretto da Luigi Comencini.
- Silvia Alberti è un personaggio del film del 1963 Il boom, diretto da Vittorio De Sica.
- Silvia Piergentili è un personaggio del film del 1987 Io e mia sorella, diretto da Carlo Verdone.
- Silvia Colombo è un personaggio dei film Benvenuti al Sud (2010) e Benvenuti al Nord (2012), entrambi per la regia di Luca Miniero.
- Sylvia Trench è un personaggio dei film di James Bond.
- Sylvia è il personaggio interpretato da Anita Ekberg nel film La dolce vita.

### Musica
- Sylvie è una canzone del 1970 di Lucio Dalla contenuta nel suo secondo album Terra di Gaibola.
- Silvia è una canzone del 1975 del cantautore italiano Renzo Zenobi.
- Silvia è una canzone del 1977 del cantautore italiano Vasco Rossi.
- Silvia è una canzone del 1981 incisa dai Beans.
- Silvia lo sai è una canzone del 1987, scritta e incisa da Luca Carboni.
- Sylvia è una canzone del 1989 degli Eurythmics contenuta nell'album We Too Are One.
- Silvia stai dormendo è una canzone del gruppo italiano Lùnapop, contenuta nell'album ...Squérez?.
- Silvia è una canzone del gruppo pop svedese Miike Snow.

### Televisione
- Silvia Graziani è uno dei personaggi principali della soap opera Un posto al sole.
- Silvia Jáuregui è uno dei personaggi della serie televisiva spagnola Paso adelante.
- Sylvia Weilander Saalfeld è un personaggio della soap opera Tempesta d'amore.
- Silvia Pelvica è un personaggio della webserie Bob Torrent.